# Brezolles
Brezolles is een gemeente in het Franse departement Eure-et-Loir (regio Centre-Val de Loire). De plaats maakt deel uit van het arrondissement Dreux. Brezolles telde op 1 januari 2022 1.796 inwoners.

## Geografie
De oppervlakte van Brezolles bedroeg op 1 januari 2022 14,23 vierkante kilometer; de bevolkingsdichtheid was toen 126,2 inwoners per km².

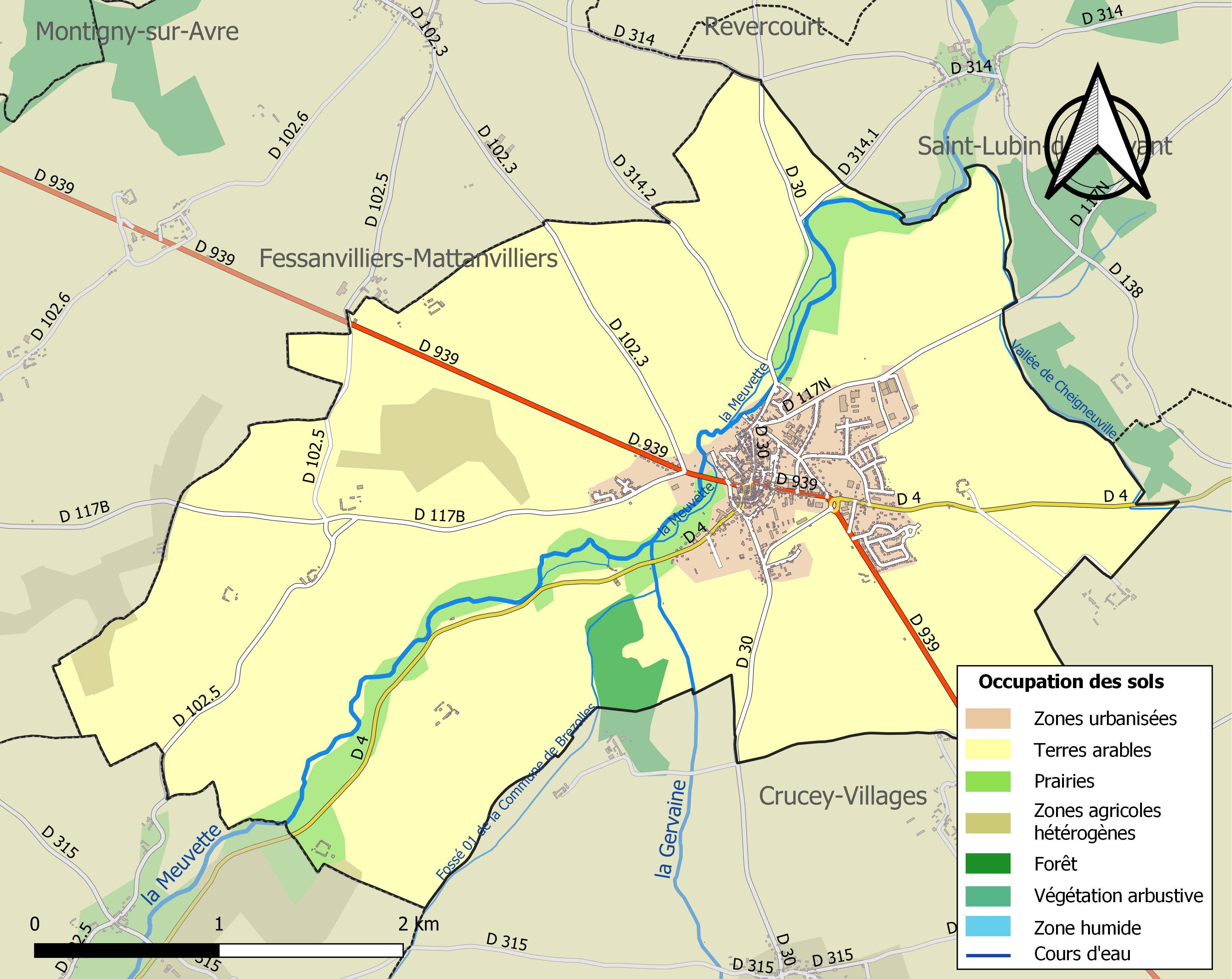
Kaart van de gemeente met belangrijkste infrastructuur, bodemgebruik en omliggende gemeenten

## Demografie
Onderstaande figuur toont het verloop van het inwonertal (bron: INSEE-tellingen).